# Abdul Osman
Abdul Osman (Accra, 27 febbraio 1987) è un calciatore ghanese, centrocampista dello Sholing.

## Carriera
Ha giocato nella prima divisione scozzese ed in quella greca, oltre che nella terza e nella quarta divisione inglese.

## Palmarès

### Club

#### Competizioni nazionali
- Football League Trophy: 1

Crewe Alexandra: 2012-2013